# Њу Холанд (Јужна Дакота)
Њу Холанд (енгл. New Holland) насељено је место без административног статуса у америчкој савезној држави Јужна Дакота.

## Демографија
По попису из 2010. године број становника је 76, што је 2 (-2,6%) становника мање него 2000. године.
| Група             | 2000.      | 2010.      |
| Белци             | 75 (96,2%) | 74 (97,4%) |
| Афроамериканци    | 0 (0,0%)   | 0 (0,0%)   |
| Азијати           | 0 (0,0%)   | 0 (0,0%)   |
| Хиспаноамериканци | 0 (0,0%)   | 0 (0,0%)   |
| Укупно            | 78         | 76         |